# Ville di Verona
Lista delle più importanti ville di Verona divisi per secolo, in ordine alfabetico.

## XVI secolo
- Ca' Vendri, oppure villa Giusti del Giardino
- Villa Francescatti
- Villa Giusti Bianchini, con decorazioni dello scultore Bartolomeo Ridolfi
- Villa La Valverde, oppure villa Da Sacco
- Villa Zeiner Wallner, con alcuni rinnovamenti ottocenteschi dell'architetto Antonio Caregaro Negrin

## XVII secolo

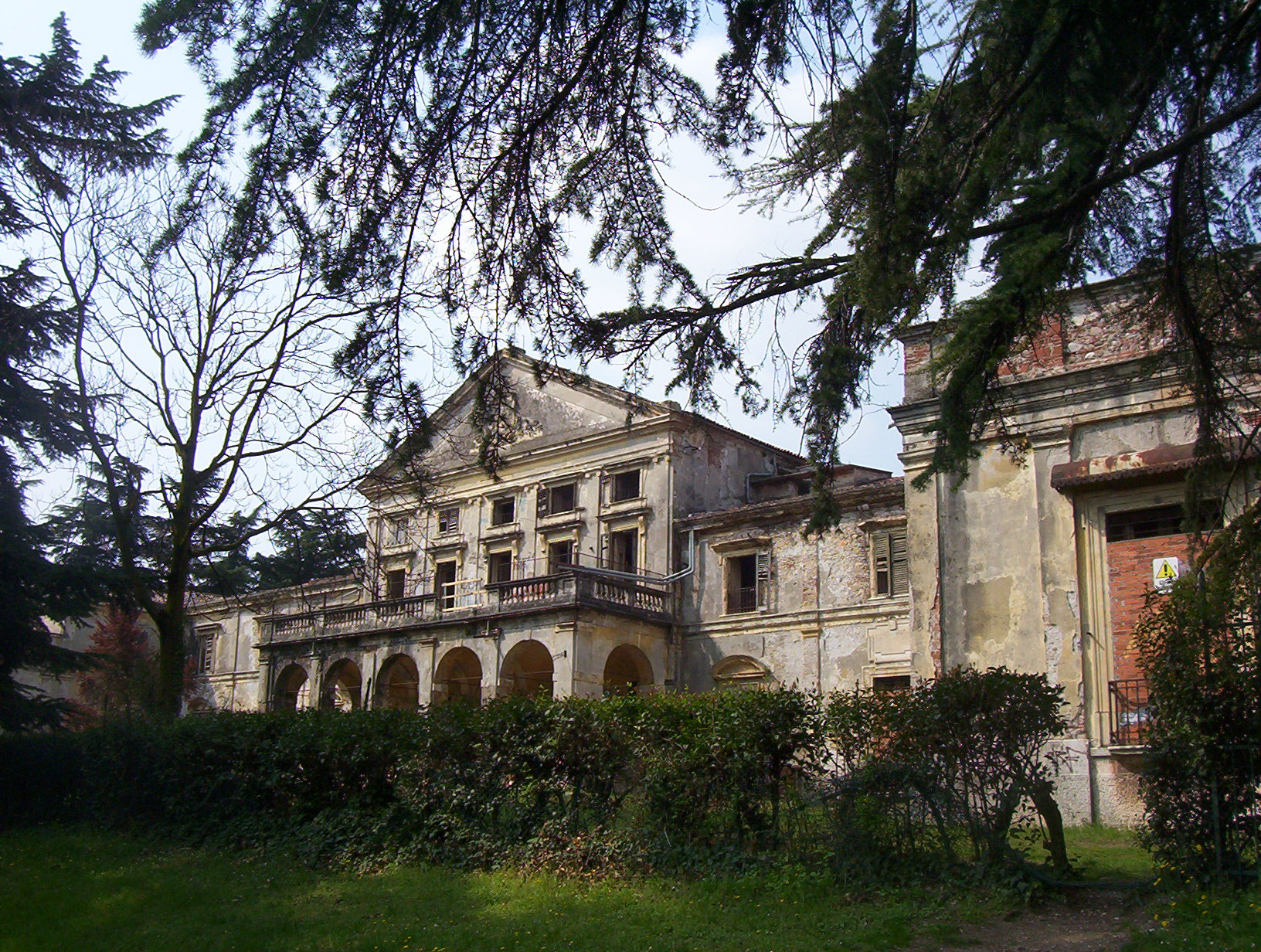
Villa Marioni Pullè, situata a Chievo

- Villa Marioni Pullè, progetto dell'architetto Ignazio Pellegrini
- Villa Ottini
- Villa Scopoli

## XVIII secolo

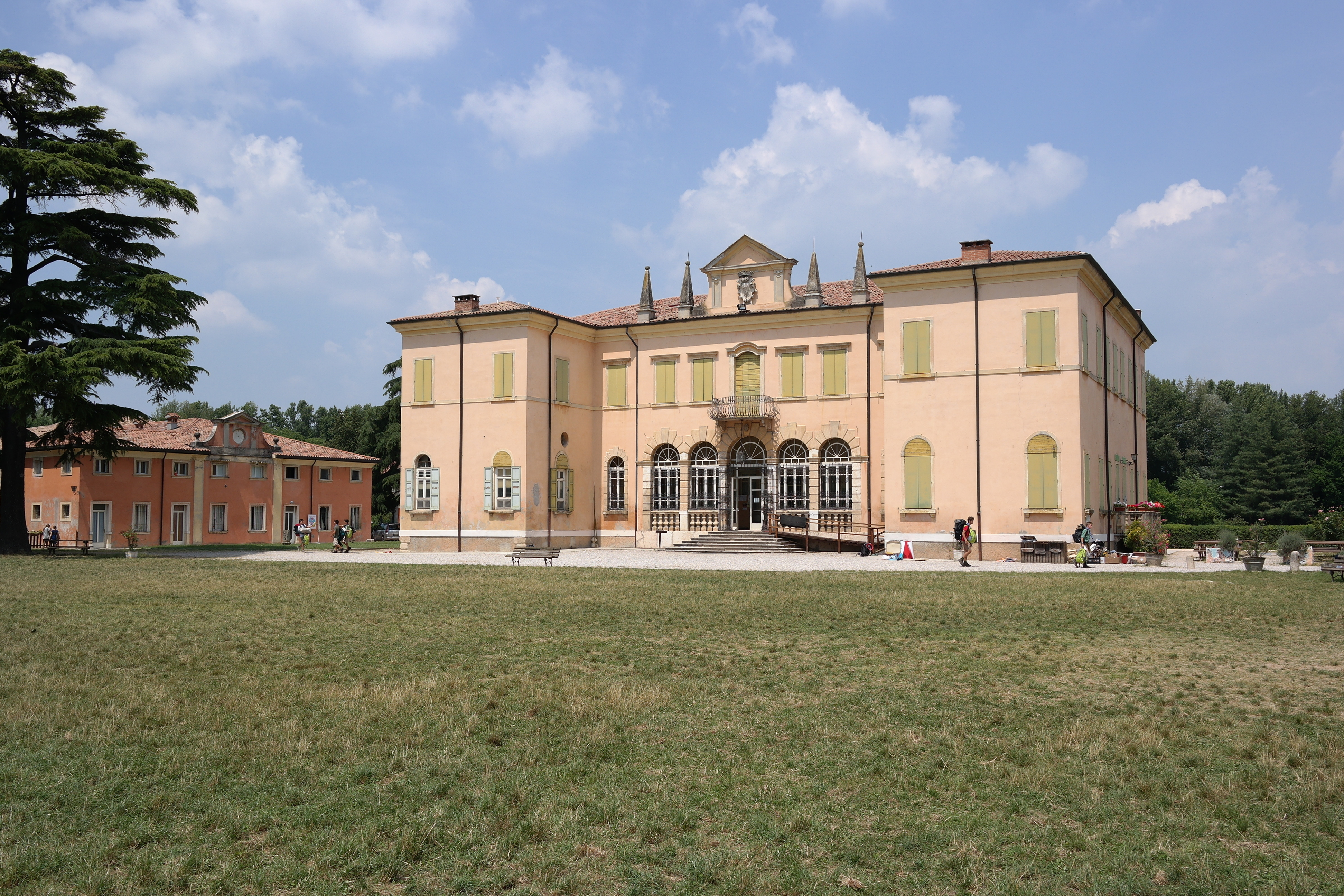
Villa Bernini Buri, situata nel cuore del parco dell'Adige Sud

- Villa Alberta, oppure Villa Albertini Fraccaroli
- Villa Bernini Buri, progetto di Domenico Brugnoli, nipote del noto architetto Michele Sanmicheli
- Villa Malfatti Balladoro
- Villa Nichesola Pollini, progetto dell'architetto Luigi Trezza

## XIX secolo
- Villa Arrighi, progetto dell'architetto Giovanni Canella, padre del noto pittore Giuseppe Canella
- Villa La Guerrina, oppure villa Mantovanelli, progetto dell'architetto Francesco Ronzani
- Villa La Mattarana, oppure villa Murari Bra
- Villa San Dionigi, oppure villa Erbisti Rossi Chiampan, progetto dell'architetto Francesco Ronzani